# Toxiclionella
Toxiclionella é um gênero de gastrópodes pertencente a família Clavatulidae.

## Espécies
- Toxiclionella haliplex (Bartsch, 1915)[2]
- Toxiclionella impages (Adams & Reeve, 1848)[3]
- Toxiclionella tumida (Sowerby II, 1870)[4]

Espécies trazidas para a sinonímia
- Toxiclionella elstoni (Barnard, 1962):[5] sinônimo de Caliendrula elstoni (Barnard, 1962)